# Malzéville
Malzéville é uma comuna francesa na região administrativa de Grande Leste, no departamento de Meurthe-et-Moselle. Estende-se por uma área de 7,53 km². Em 2010 a comuna tinha 8 392 habitantes (densidade: 1 114,5 hab./km²).